# Station Vilassar de Mar
Vilassar de Mar is een station van de Rodalies Barcelona. Het is gelegen in de gelijknamige gemeente.
Het station en tevens het spoor grenst aan het strand. Het station is gelegen op lijn 1, of ook wel de Maresme-lijn genoemd.
Reizigers kunnen gebruikmaken van de aparte parkeerplaats naast het station.

## Lijnen
| Eindbestemming                          | Vorig station | Lijn | Volgend station                | Eindbestemming          |
| --------------------------------------- | ------------- | ---- | ------------------------------ | ----------------------- |
| Molins de Rei L'Hospitalet de Llobregat | Premià de Mar |      | Cabrera de Mar-Vilassar de Mar | Mataró Maçanet-Massanes |